# Futsal-Ozeanienmeisterschaft 2016
Die Futsal-Ozeanienmeisterschaft 2016 fand in Suva, Fidschi vom 8. Februar bis zum 13. Februar 2016 statt. Es war die 11. Meisterschaft. Das Turnier sollte ursprünglich in Papeete, Tahiti stattfinden, wurde aber verlegt, nachdem Tahiti zurückzog.
Die Salomonen wurden zum fünften Mal Meister und haben sich mit dem Gewinn für die Futsal-Weltmeisterschaft 2016 qualifiziert.
Die Spiele fanden in der Vodafone Arena in Suva statt.

## Spiele
| Pl. | Verein                 | Sp. | S | U | N | Tore    | Diff. | Punkte |
| --- | ---------------------- | --- | - | - | - | ------- | ----- | ------ |
| 1.  | Salomonen              | 5   | 5 | 0 | 0 | 023:300 | +20   | 15     |
| 2.  | Neuseeland             | 5   | 4 | 0 | 1 | 016:800 | +8    | 12     |
| 3.  | Französisch-Polynesien | 5   | 3 | 0 | 2 | 018:100 | +8    | 09     |
| 4.  | Vanuatu                | 5   | 2 | 0 | 3 | 014:210 | −7    | 06     |
| 5.  | Neukaledonien          | 5   | 1 | 0 | 4 | 011:180 | −7    | 03     |
| 6.  | Fidschi                | 5   | 0 | 0 | 5 | 005:270 | −22   | 0      |

## Ehrungen
| Award              | Player           |
| ------------------ | ---------------- |
| Goldener Ball      | Elliot Ragomo    |
| Goldener Schuh     | George Stevenson |
| Goldene Handschuhe | Anthony Talo     |